# Walhallabahn
| 99 253 als Denkmal in Regensburg |                     |                                        |                                        |
| Streckennummer: | 5862                |                                        |                                        |
| Kursbuchstrecke (DB): | zuletzt 424g        |                                        |                                        |
| Kursbuchstrecke: | 424f (1946)         |                                        |                                        |
| Streckenlänge: | 23,4 km             |                                        |                                        |
| Spurweite: | 1000 mm (Meterspur) |                                        |                                        |
| Maximale Neigung: | 33 ‰                |                                        |                                        |
| Minimaler Radius: | 37 m                |                                        |                                        |
| |                     |                                        |                                        |
| \| \| 0,0 \| Regensburg-Stadtamhof (bis 1933) \| 332,4 m \| \| \| 0,4 \| Regensburg Dultplatz (bis 1933) \| Regensburg Dultplatz (bis 1933) \| \| \| 0,7 \| zum Dachziegelwerk Zinstag (1900–1917) \| zum Dachziegelwerk Zinstag (1900–1917) \| \| \| 0,7 \| Regensburg-Steinweg (bis 1918) \| Regensburg-Steinweg (bis 1918) \| \| \| 0,9 \| Regen \| Regen \| \| \| 1,0 \| Regensburg-Reinhausen (bis 1933) \| Regensburg-Reinhausen (bis 1933) \| \| \| 1,27 \| Beginn eigener Gleiskörper \| Beginn eigener Gleiskörper \| \| \| 1,4 \| Regensburg-Reinhausen (ab 1933) \| Regensburg-Reinhausen (ab 1933) \| \| \| 2,3 \| Regensburg-Weichs \| Regensburg-Weichs \| \| \| \| Bahnstrecke Regensburg–Weiden \| \| \| \| 3,2 \| von Regensburg Walhallastraße \| von Regensburg Walhallastraße \| \| \| 3,2 \| Lokalbahnhof Walhallastr (ab 1892) \| Lokalbahnhof Walhallastr (ab 1892) \| \| \| 3,5 \| Regensburg Kalkwerke \| Regensburg Kalkwerke \| \| \| 4,6 \| Regensburg-Schwabelweis \| Regensburg-Schwabelweis \| \| \| 5,6 \| Stauferfeld \| Stauferfeld \| \| \| 6,5 \| Tegernheim \| Tegernheim \| \| \| 8,9 \| Donaustauf \| 328,5 m \| \| \| 10,0 \| Walhalla \| Walhalla \| \| \| 10,8 \| zur Flussspat-Verladung \| zur Flussspat-Verladung \| \| \| 11,4 \| Sulzbach (Donau) \| Sulzbach (Donau) \| \| \| 12,5 \| Demling-Steinbruch \| Demling-Steinbruch \| \| \| 13,9 \| Demling \| Demling \| \| \| 16,3 \| Bach \| Bach \| \| \| 17,5 \| Frengkofen \| Frengkofen \| \| \| 19,0 \| Kruckenberg \| Kruckenberg \| \| \| 22,0 \| Wiesent \| Wiesent \| \| \| 23,4 \| Wörth (Donau) \| 324,9 m \| |                     |                                        |                                        |
| Kopfbahnhof Streckenanfang (Strecke außer Betrieb) | 0,0                 | Regensburg-Stadtamhof (bis 1933)       | 332,4 m                                |
| Haltepunkt / Haltestelle (Strecke außer Betrieb) | 0,4                 | Regensburg Dultplatz (bis 1933)        | Regensburg Dultplatz (bis 1933)        |
| Abzweig geradeaus und nach links (Strecke außer Betrieb) | 0,7                 | zum Dachziegelwerk Zinstag (1900–1917) | zum Dachziegelwerk Zinstag (1900–1917) |
| Haltepunkt / Haltestelle (Strecke außer Betrieb) | 0,7                 | Regensburg-Steinweg (bis 1918)         | Regensburg-Steinweg (bis 1918)         |
| Brücke über Wasserlauf (Strecke außer Betrieb) | 0,9                 | Regen                                  | Regen                                  |
| Haltepunkt / Haltestelle (Strecke außer Betrieb) | 1,0                 | Regensburg-Reinhausen (bis 1933)       | Regensburg-Reinhausen (bis 1933)       |
| Strecke (außer Betrieb) | 1,27                | Beginn eigener Gleiskörper             | Beginn eigener Gleiskörper             |
| Bahnhof (Strecke außer Betrieb) | 1,4                 | Regensburg-Reinhausen (ab 1933)        | Regensburg-Reinhausen (ab 1933)        |
| Haltepunkt / Haltestelle (Strecke außer Betrieb) | 2,3                 | Regensburg-Weichs                      | Regensburg-Weichs                      |
| Kreuzung geradeaus unten (Strecke geradeaus außer Betrieb) |                     | Bahnstrecke Regensburg–Weiden          | Bahnstrecke Regensburg–Weiden          |
| Abzweig geradeaus und von links (Strecke außer Betrieb) | 3,2                 | von Regensburg Walhallastraße          | von Regensburg Walhallastraße          |
| Bahnhof (Strecke außer Betrieb) | 3,2                 | Lokalbahnhof Walhallastr (ab 1892)     | Lokalbahnhof Walhallastr (ab 1892)     |
| Haltepunkt / Haltestelle (Strecke außer Betrieb) | 3,5                 | Regensburg Kalkwerke                   | Regensburg Kalkwerke                   |
| Haltepunkt / Haltestelle (Strecke außer Betrieb) | 4,6                 | Regensburg-Schwabelweis                | Regensburg-Schwabelweis                |
| Haltepunkt / Haltestelle (Strecke außer Betrieb) | 5,6                 | Stauferfeld                            | Stauferfeld                            |
| Haltepunkt / Haltestelle (Strecke außer Betrieb) | 6,5                 | Tegernheim                             | Tegernheim                             |
| Bahnhof (Strecke außer Betrieb) | 8,9                 | Donaustauf                             | 328,5 m                                |
| Haltepunkt / Haltestelle (Strecke außer Betrieb) | 10,0                | Walhalla                               | Walhalla                               |
| Abzweig geradeaus und nach links (Strecke außer Betrieb) | 10,8                | zur Flussspat-Verladung                | zur Flussspat-Verladung                |
| Bahnhof (Strecke außer Betrieb) | 11,4                | Sulzbach (Donau)                       | Sulzbach (Donau)                       |
| Haltepunkt / Haltestelle (Strecke außer Betrieb) | 12,5                | Demling-Steinbruch                     | Demling-Steinbruch                     |
| Haltepunkt / Haltestelle (Strecke außer Betrieb) | 13,9                | Demling                                | Demling                                |
| Bahnhof (Strecke außer Betrieb) | 16,3                | Bach                                   | Bach                                   |
| Haltepunkt / Haltestelle (Strecke außer Betrieb) | 17,5                | Frengkofen                             | Frengkofen                             |
| Haltepunkt / Haltestelle (Strecke außer Betrieb) | 19,0                | Kruckenberg                            | Kruckenberg                            |
| Bahnhof (Strecke außer Betrieb) | 22,0                | Wiesent                                | Wiesent                                |
| Kopfbahnhof Streckenende (Strecke außer Betrieb) | 23,4                | Wörth (Donau)                          | 324,9 m                                |

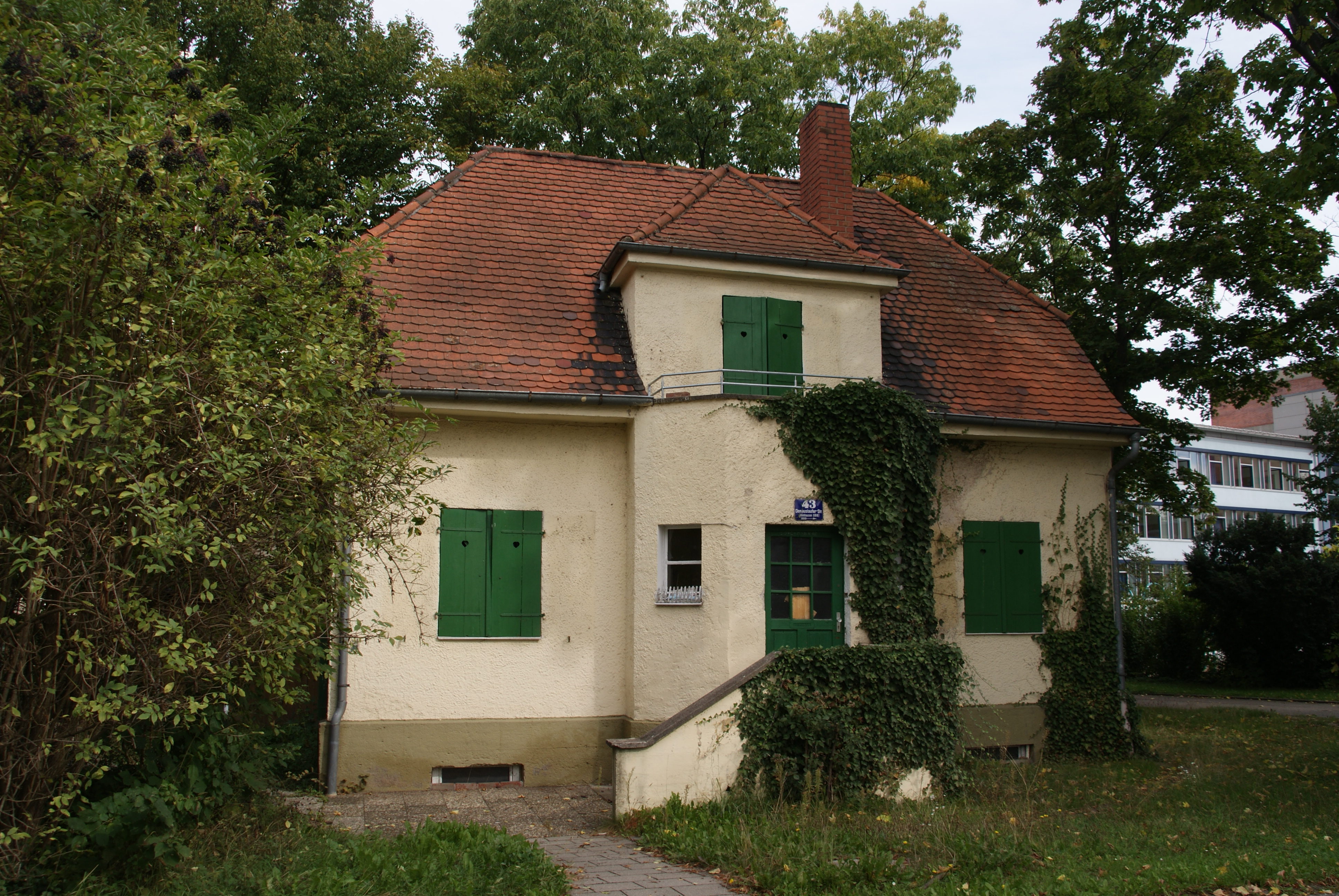
Ehemaliger Haltepunkt der Walhallabahn an der Donaustaufer Straße in Regensburg

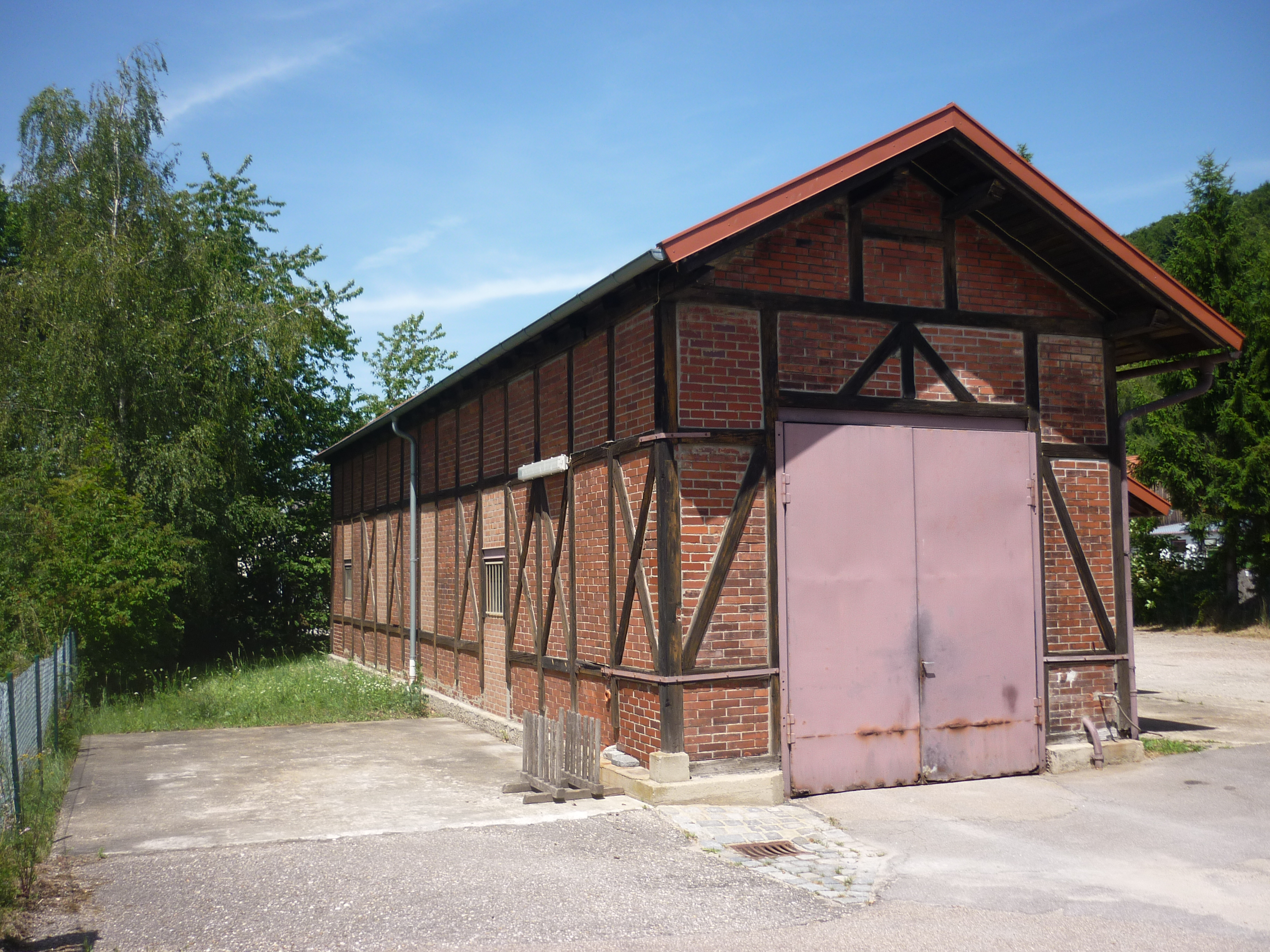
Ehemaliger Lokschuppen in Wörth an der Donau

Die Walhallabahn, im Volksmund auch »Walhallabockerl« genannt, war eine meterspurige Schmalspurbahn von Regensburg-Stadtamhof nach Wörth an der Donau. Ihren Namen und ihre Entstehung verdankte die Bahn der an der Strecke liegenden Walhalla bei Donaustauf. Die Walhalla war von 1830 bis 1842 vom bayerischen König Ludwig I. als Ruhmestempel der deutschen Kultur auf einem Bergrücken über der Donau erbaut worden. Wegen fehlender Verkehrsverbindungen wurde sie jedoch bis zur Eröffnung der Walhallabahn nur wenig besucht. Erbauer und ursprünglicher Betreiber der Bahn war die private Lokalbahn Aktien-Gesellschaft (LAG) aus München, nach deren Liquidation im Jahre 1938 wurde auch die Walhallabahn verstaatlicht. 1968 wurde sie schließlich stillgelegt.

## Bau und Betrieb
Die LAG erhielt am 23. September 1888 die bayerische Konzession zum Bau der 8,9 km langen Teilstrecke bis Donaustauf. Diese wurde am 23. Juni 1889 für den Personenverkehr eröffnet. Erst am 1. Mai 1892 nahm die Bahn auch den Güterverkehr auf. Der Betrieb wurde bis 1902 ausschließlich mit B-gekuppelten Trambahnlokomotiven durchgeführt. Bis Streckenkilometer 1,27 in Reinhausen musste die Bahn innerörtliche Straßen benutzen, ehe sie auf einen eigenen Bahnkörper entlang der Straße nach Donaustauf wechseln konnte.
Eine Weiterführung der Bahn bis Wörth/Donau ermöglichte die bayerische Konzession vom 23. Dezember 1900. Dieses 14,5 km lange Streckenstück wurde am 1. Mai 1903 in Betrieb genommen. Während auf dem ersten Teilstück der Personenverkehr durch die Besucher der Walhalla überwog, bekam nach der Streckenerweiterung auch der Güterverkehr eine größere Bedeutung. An der Kreuzung mit der nach Schwandorf führenden Staatsbahnstrecke am Lokalbahnhof Walhallastraße baute die Bahn bis 1903 eine große Umladeanlage, u. a. mit zwei Portalkränen für die Holzumladung auf Normalspurwagen. Hier lagen auch die Rollbockgruben für den ab 1. Mai 1911 begonnenen Einsatz von Rollböcken für den Transport normalspuriger Güterwagen. In diese Zeit fällt auch der Bau einer eigenen Werkstatt in Donaustauf, die bis 1925 nochmals erweitert wurde.
In den heutigen Regensburger Stadtteilen Stadtamhof, Steinweg und Reinhausen war die Walhallabahn wegen der Benutzung der Straßen und an den Wegkreuzungen ein Hindernis und an manchen Unfällen mit Fuhrwerken beteiligt. Außerdem war in den engen Straßen der Lokomotivqualm ein Problem. Daher gab es über Jahrzehnte Versuche, den Bahnbetrieb hier zu erschweren und einzustellen, zumal die Regensburger Straßenbahn gerne den Ersatzverkehr übernommen hätte. Dies alles führte zu dem Kuriosum „Fahnerlbua“. Dieser, ein gestandener Mann, musste dort jedem Zug, der ohnehin nur Schrittgeschwindigkeit fahren durfte, vorausgehen und mit einer roten Fahne den übrigen Verkehr warnen. Nach einem langjährigen Gerichtsstreit musste die Bahn am 17. Juli 1933 ihren ersten Streckenkilometer aufgeben und in Reinhausen an der Straßengabelung Donaustaufer Straße/Brennesstraße einen neuen Endbahnhof einrichten, wohin dann auch die Regensburger Straßenbahn entsprechend verlängert wurde.

## Verstaatlichung und Stilllegung
Mit der Verstaatlichung der Lokalbahn AG am 1. August 1938 übernahm die Deutsche Reichsbahn auch die Walhallabahn. Nach dem Zweiten Weltkrieg ging auch hier die Nutzung der Bahn spürbar zurück. Die DB setzte ab 1956 zwei Diesellokomotiven, die durch die Stilllegung des schmalspurigen Netzes in der Pfalz nicht mehr benötigt wurden, auf der Walhallabahn ein. Es folgten am 31. Mai 1959 die Stilllegung des Streckenabschnitts von Reinhausen bis zum Umladebahnhof Walhallastraße und die Aufgabe des Personenverkehrs am 1. Oktober 1960 auf der Gesamtstrecke. Am 31. Dezember 1968 fuhr auf der Walhallabahn der letzte Güterzug vom Endbahnhof Wörth an der Donau kommend.

## Lokomotiven
| Nr. LAG | Nr. DR/DB | Bauart | Hersteller                  | Fabrik- nummer | Baujahr | Bemerkungen |
| ------- | --------- | ------ | --------------------------- | -------------- | ------- | --- |
|         |           |        | Dampflokomotiven            |                |         | |
| 13      |           | Bn2t   | Krauss & Co.                | 2104           | 1889    | 1911 ausgemustert |
| 14      |           | Bn2t   | Krauss & Co.                | 2105           | 1889    | 1911 ausgemustert |
| 39      |           | Bn2t   | Krauss & Co.                | 3146           | 1895    | 1918 verkauft |
| 61      | 99 251    | C1'n2t | Krauss & Co.                | 4823           | 1902    | 1956 ausgemustert |
| 67      | 99 252    | C1'n2t | Krauss & Co.                | 5173           | 1904    | 1959 ausgemustert |
| 62II    | 99 253    | C1'n2t | Krauss & Co.                | 5929           | 1908    | 1960 ausgemustert, jetzt Lokomotivdenkmal in Regensburg-Stadtamhof                                                                                                |
| 1       |           | Bn2t   | Krauss & Co.                | 1814           | 1887    | 1910 von der Lokalbahn Ravensburg–Weingarten, 1928 ausgemustert                                                                                                   |
| 2       |           | Bn2t   | Krauss & Co.                | 1817           | 1887    | 1910 von der Lokalbahn Ravensburg–Weingarten, 1927 an die Zellstoffwerke Regensburg verkauft (Verbleib unbekannt)                                                 |
| 63      |           | Cn2t   | Krauss & Co.                | 2019           | 1889    | Preußische T 31.1, 1921 von der Kohlengrube Myslowitz 1928 an die Kleinbahn Wallersdorf–Münchshöfen verkauft 1931 nach einem Unfall ausgemustert und verschrottet |
| 64II    | 99 261    | Dh2t   | J. A. Maffei                | 4200           | 1926    | 1961 ausgemustert und verschrottet |
|         | 99 281II  | Cn2t   | Weidknecht                  | 165            | 1910    | 1949 von der Wangerooger Inselbahn 1955 ausgemustert und verschrottet                                                                                             |
|         | 99 291II  | Cn2t   | Orenstein & Koppel          | 4801           | 1911    | 1949 von der Wangerooger Inselbahn 1952 an die Bahnstrecke Mosbach–Mudau verkauft 1955 ausgemustert und verschrottet                                              |
|         |           |        | Diesellokomotiven           |                |         | |
|         | V 29 951  | B’B’   | Arnold Jung Lokomotivfabrik | 11463          | 1952    | 1956 von der Lokalbahn Ludwigshafen–Meckenheim 1969 ausgemustert und verschrottet                                                                                 |
|         | V 29 953  | B’B’   | Arnold Jung Lokomotivfabrik | 11465          | 1952    | 1956 von der Lokalbahn Ludwigshafen–Meckenheim 1969 ausgemustert und verschrottet                                                                                 |

## Gedicht
Zum Beginn des Bahnbaus von Donaustauf nach Wörth an der Donau am 1. April 1902 verfasste Heimatdichter Josef Feller:
„Schickts uns fei’ ja net in April“
„Heut’ geht’s nu’ ernstli’ o

Dees Baua vo’ da Eisenbo’.

Walhallabahn–Endbahnhof Wörth an der Donau etwa 1908

Jetz’ hackts und schaufelts nua brav zua

Und stampfts und mauerts ohne Ruah,

Und legts die Schiena eb’n und groad,

Damit’s a schönes Aussehgn hoat.

Und nagelt se’s fei fest an d’Schwell’n,

Damit’s net rutsch’n, wenn’s aa wöll’n

Damit dass Bockerl net entgloast

Und eppa goar en d’Doana roast.

Und seids recht fleißi’ all’ mit’nand

Und machts uns Wörtherern koa’ Schand’:

Legts Enk nur recht tüchti’ nei,

En Hiagst muass alles firti’ sei’.

Dass’s net am End’ hoaßt, mia san Fretta,

Und aus uns wärat nix mei’ Letta

Und woas i’ schließli’ soag’n no will:

Schickts uns fei’ ja net - in April!“

## Literatur

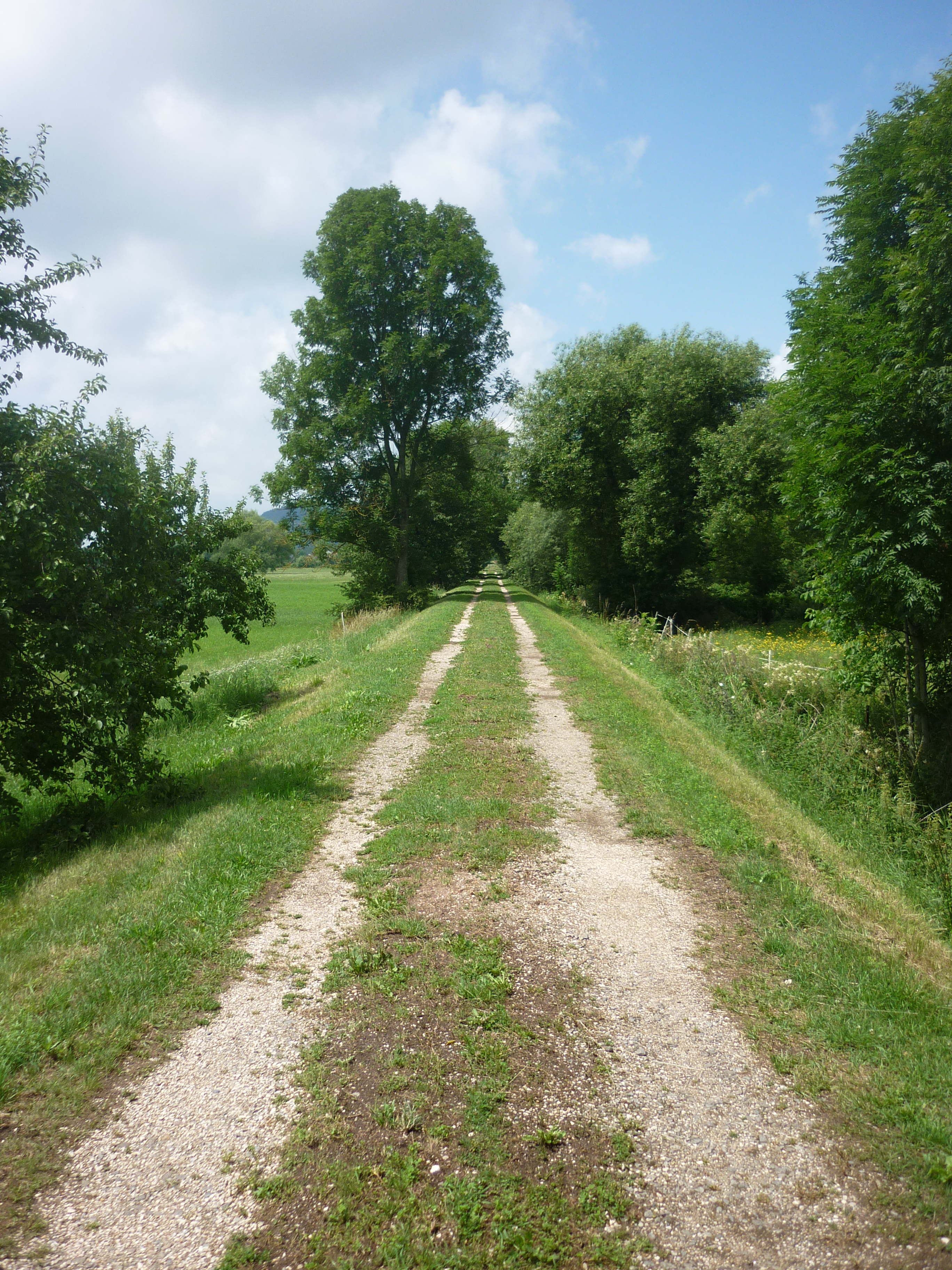
Ehem. Bahndamm bei Kruckenberg